# Far de Pedra de Lume
El far de Pedra de Lume, és un far cap-verdià localitzat en el costat oest de l'illa de Sal, en el petit port de pesca de Pedra de Lume.
El far actual és una moderna columna metàl·lica amb 5 metres d'altura. L'anterior far de enfiamento consistia en una torre de fusta amb forma piramidal de 8 metres d'alçada, adjacent a una petita capella. La capella és blanca amb una coberta de teules i amb una sèrie de bandes horizontais negres i blanques pintades en el teulat i en la façana lateral, que servien de marca diurna.